# Simon Johnson (economist)
Simon H. Johnson (n. 16 ianuarie 1963, Sheffield, Anglia, Regatul Unit) este un economist britanic-american, profestor de economie la Sloan School of Management de la Massachusetts Institute of Technology și membru al Peterson Institute for International Economics. În perioada 2007-2008, a deținut funcția de economist-șef al Fondului Monetar Internațional. În 2024 i-a fost decernat Premiul Nobel pentru Științe Economice, alături de Daron Acemoglu și James A. Robinson, „pentru studii asupra modului în care instituțiile se formează și afectează prosperitatea”.